# Monument al Doctor Robert
|  | Per a altres significats, vegeu «Monument al Doctor Robert (Sitges)». |

El Monument al Doctor Robert és un conjunt escultòric situat a la plaça de Tetuan de Barcelona, catalogat com a bé cultural d'interès local. Està dedicat a Bartomeu Robert i Yarzábal (1842-1902), metge i polític catalanista.

## Història

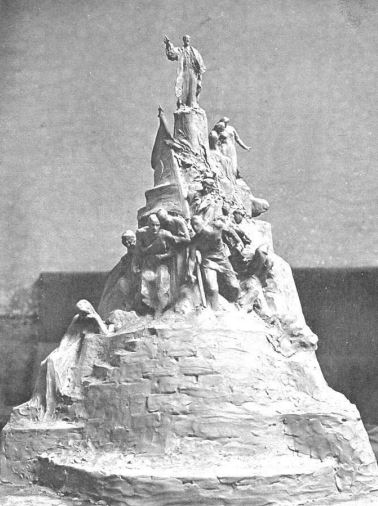
Projecte de Josep Llimona (1903)

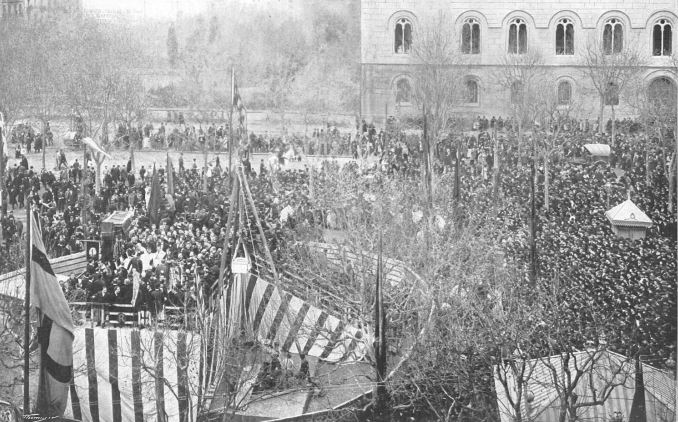
Col·locació de la primera pedra a la plaça Universitat (1904)

El doctor Robert va ser alcalde de Barcelona durant un breu període, entre març i octubre de 1899, però es va fer popular per la seva oposició a les taxes al comerç i la indústria propugnades pel Gabinet de Francisco Silvela i el seu ministre d'Hisenda, Raimundo Fernández Villaverde, que van originar una sèrie de protestes conegudes com el Tancament de Caixes. A causa d'això va haver de dimitir, però va romandre a la política, i el 1901 va ser anomenat president de la Lliga Regionalista. Tot i així, a l'any següent va morir de forma sobtada, i immediatament va sorgir la idea d'efectuar un monument en el seu honor, el qual va ser encarregat a l'escultor Josep Llimona. Al seu disseny va intervenir l'arquitecte Lluís Domènech i Montaner, tot i que un any més tard va abandonar el projecte. L'emplaçament escollit va ser la plaça de la Universitat, on es va posar la primera pedra el 31 de gener de 1904. Els treballs van durar sis anys, i finalment el monument fou inaugurat el 13 de novembre de 1910.
El 1940, després de la Guerra Civil, les noves autoritats franquistes van decidir retirar el monument, que va ser desmuntat i guardat al magatzem municipal del carrer de Wellington. Hi va romandre durant tota la dictadura, tot i que malauradament dues figures de bronze (un home a qui el segador dona la mà i una bandera) es van fondre als anys 1940 per a elaborar la imatge de la Mare de Déu de la Mercè a la basílica homònima.
El 1977, amb l'arribada de la democràcia, es va començar a plantejar la restitució del monument al seu emplaçament original, però uns informes tècnics van desaconsellar aquesta ubicació a causa de la presència de la subterrània estació de metro d'Universitat. Finalment es va escollir la seva col·locació a la Plaça de Tetuan, a la cruïlla entre la Gran Via de les Corts Catalanes i el Passeig de Sant Joan, un lloc cèntric de la capital catalana. Allí es va instal·lar enmig d'uns jardins que van ser batejats igualment com Jardins del Doctor Robert, i juntament amb la popular Font de la Sardana, obra de Frederic Marès del 1921. Per a la seva reconstrucció van intervenir l'arquitecte Josep Miquel Casanovas, l'industrial de la pedra artifical Josep Peraire i l'escultor Enric Devenat. El restaurat monument fou inaugurat el 15 de maig de 1985 pels reis d'Espanya, Joan Carles I i Sofia, i l'alcalde de Barcelona, Pasqual Maragall.

## Descripció
El monument té forma lleugerament piramidal, i s'emplaça sobre un basament de blocs de pedra de formes organicistes, semblants a l'arquitectura practicada aleshores per Antoni Gaudí, com a la Casa Milà. A la base, que funciona també com a font, figura el nom de l'homenatjat i les seves dates de naixement i defunció (1842-1902). El conjunt escultòric frontal està realitzat en bronze, i presenta una sèrie de figures de tots els estaments socials, com camperols i obrers, polítics, intel·lectuals i clergues --Jacint Verdaguer, amb la bandera catalana—, a més d'al·legories de la Música i la Poesia, així com referències a la medicina. Per damunt hi figura el bust del doctor Robert, realitzat en pedra, juntament amb una al·legoria de la Glòria que li fa un petó. A la part posterior hi figura altre grup realitzat en gres, que representa una visita mèdica, amb diverses figures al voltant d'una central de dona, amb aspecte maternal, que representa la Medicina. Les figures, especialment les de caràcter popular, podrien estar inspirades en l'obra d'escultors com Auguste Rodin o Constantin Meunier, tot i que també podrien reflectir la influència d'escultors modernistes com Manuel Fuxà o Miquel Blay.

## Galeria d'imatges

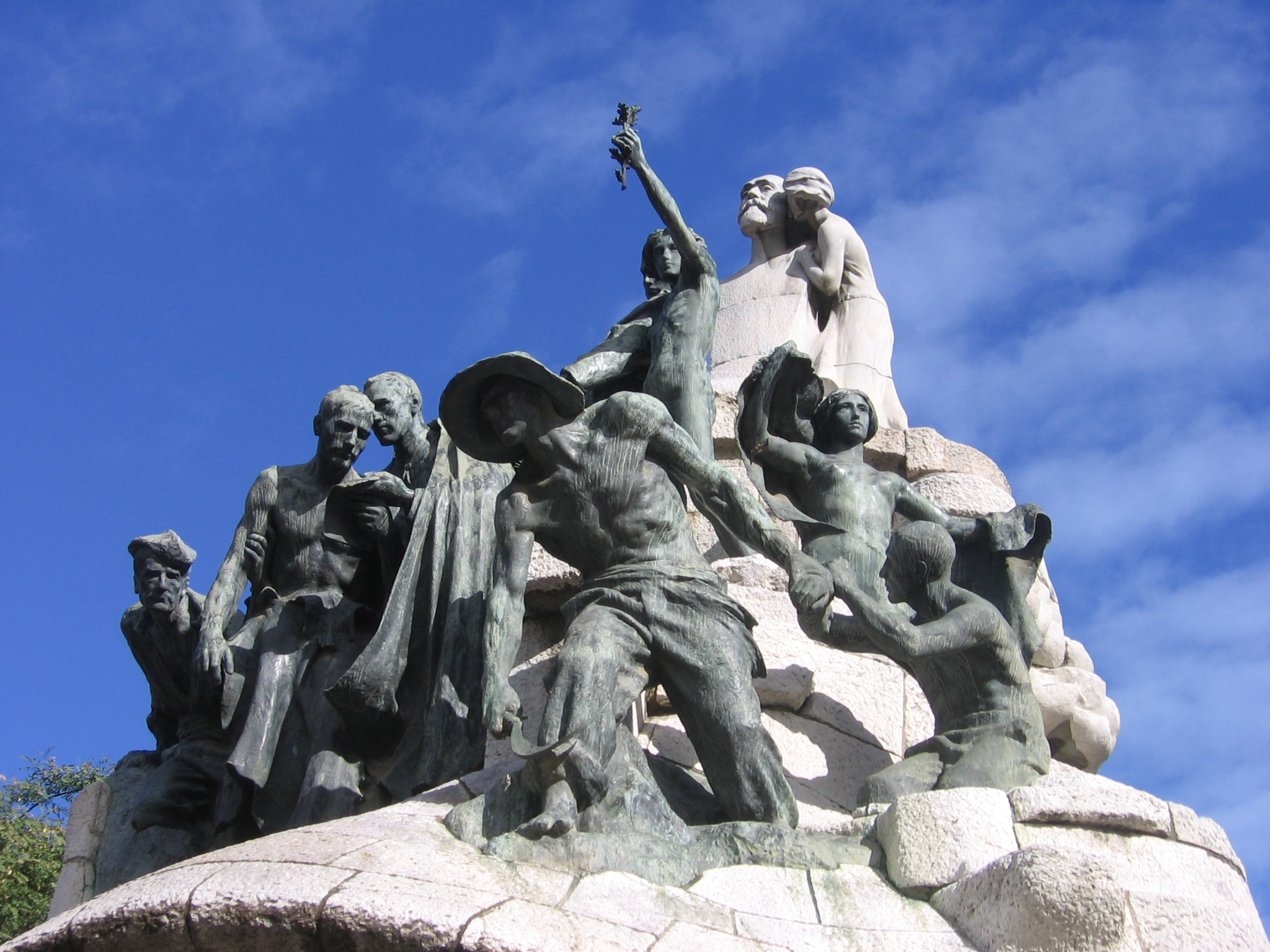
Grup frontal
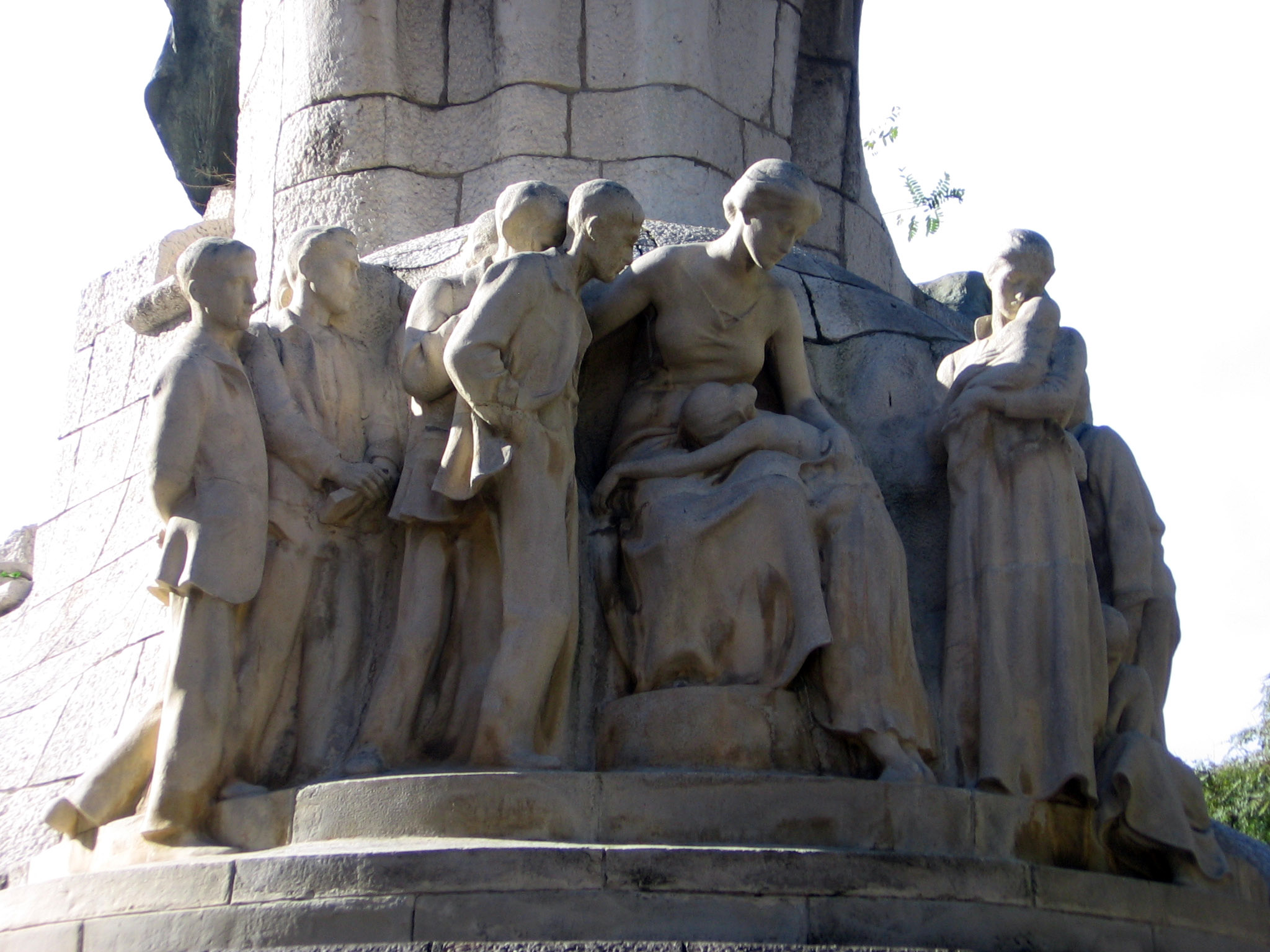
Grup posterior
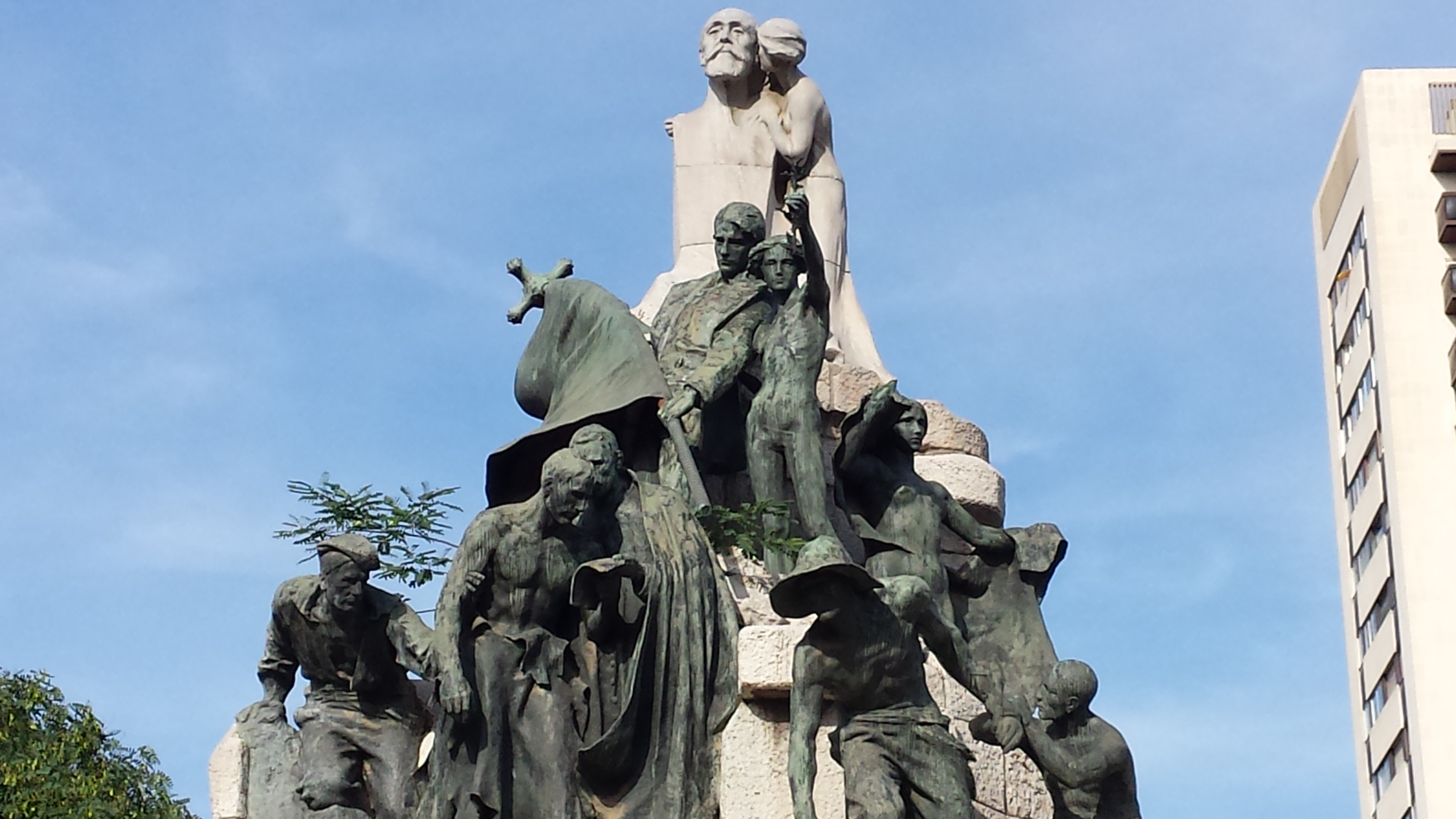
Detall del monument
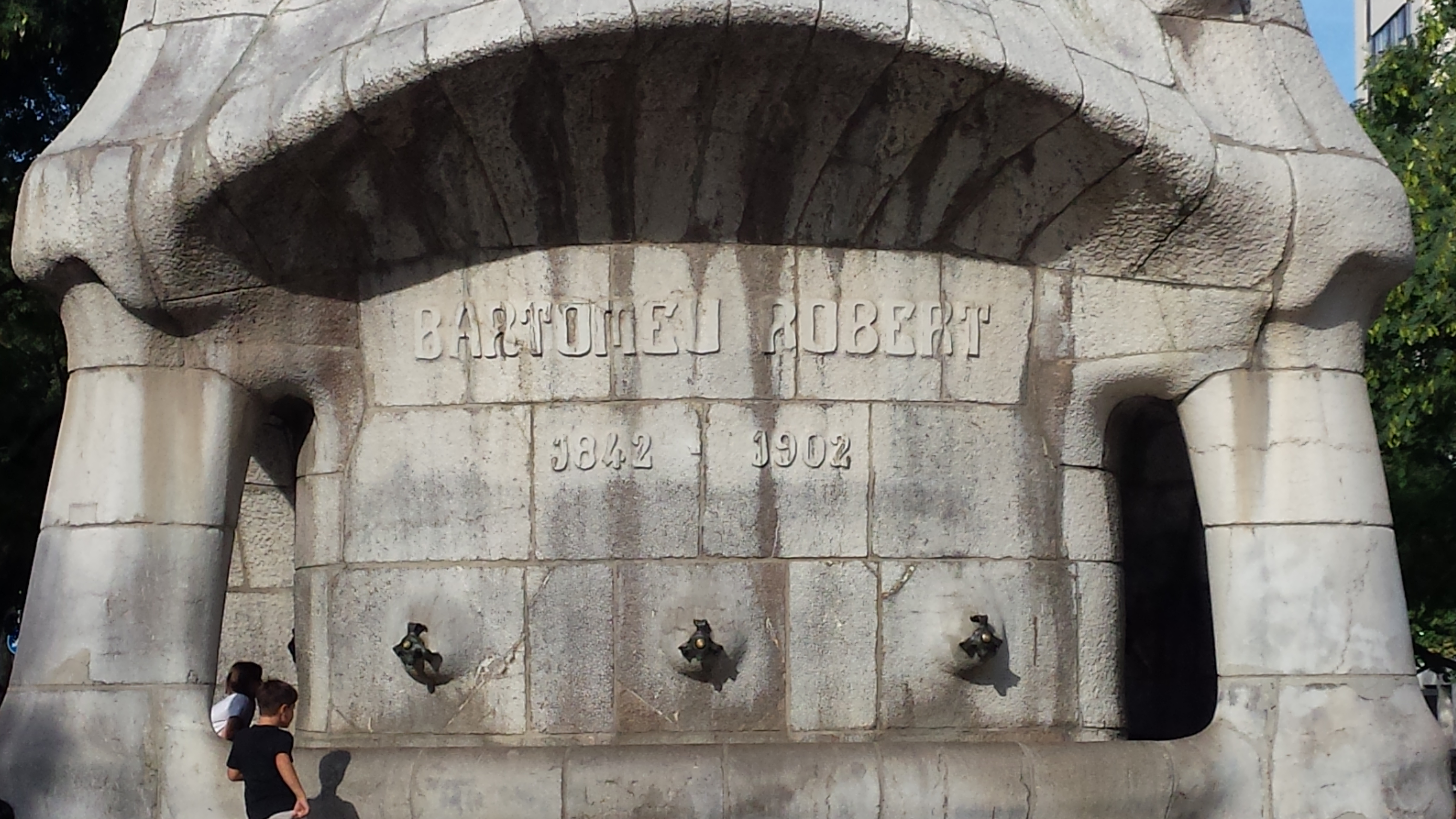
Peu del monument, amb el nom de l'homenatjat
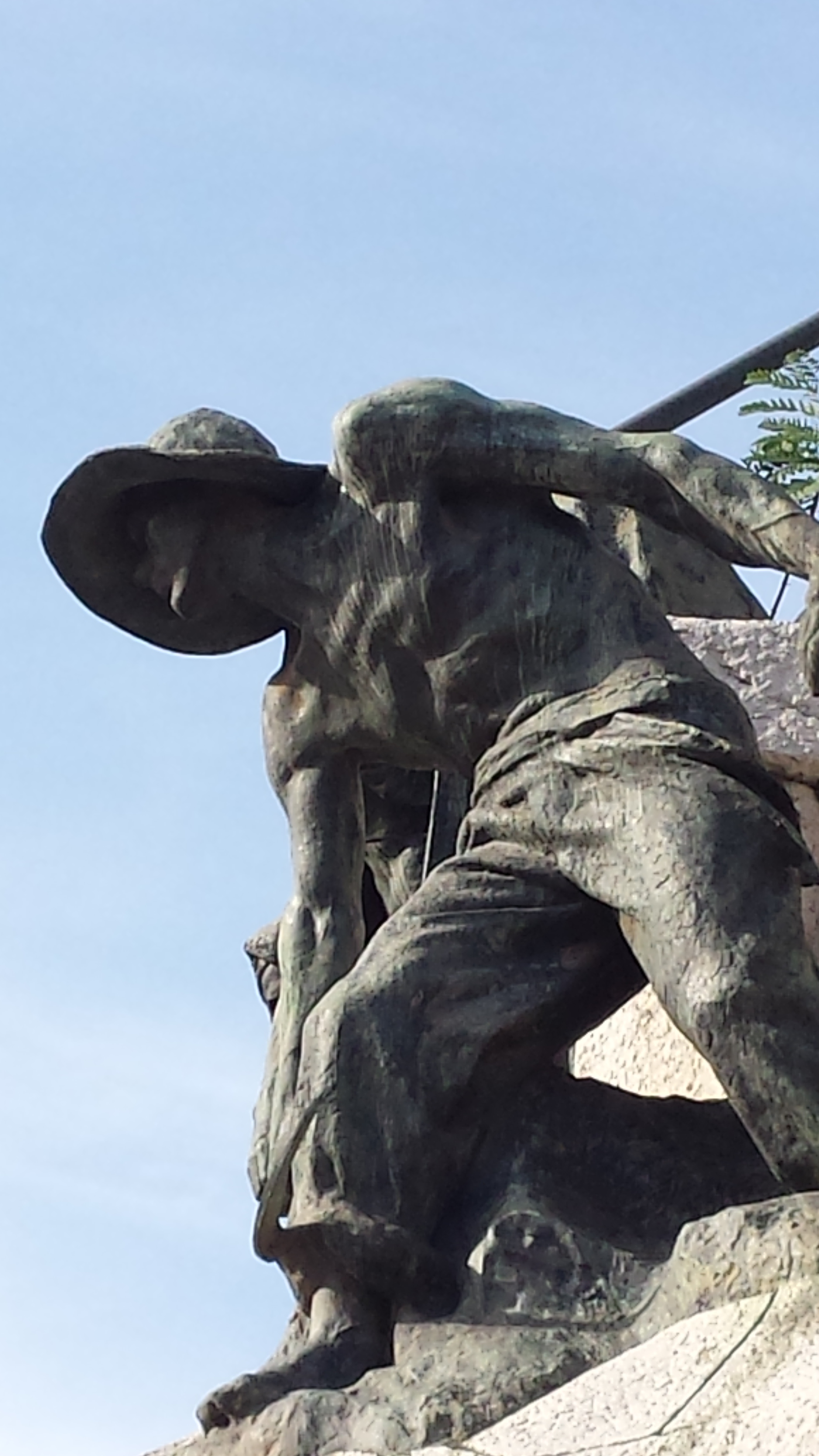
Un camperol representat al monument
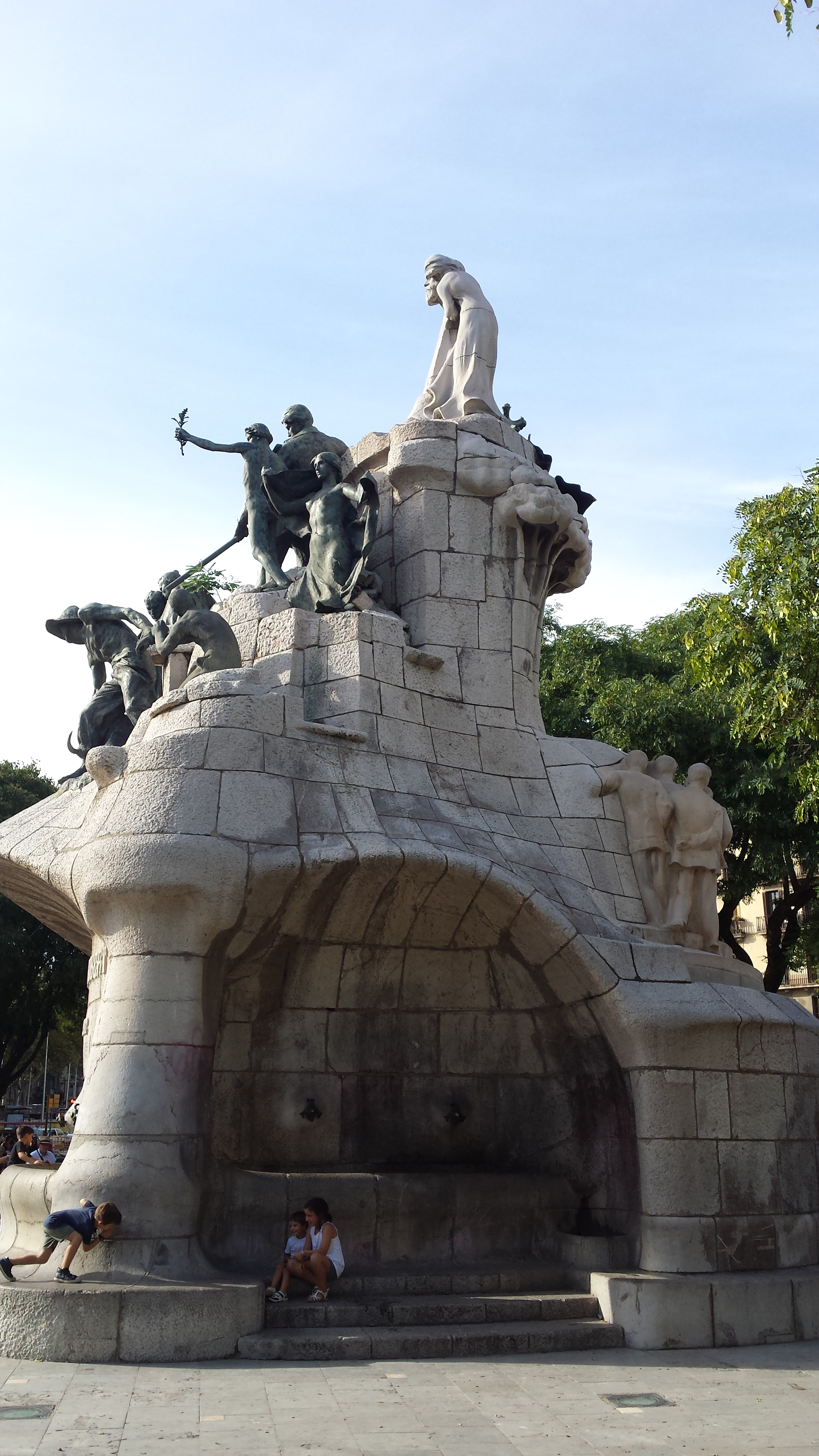
Vista lateral des del costat mar
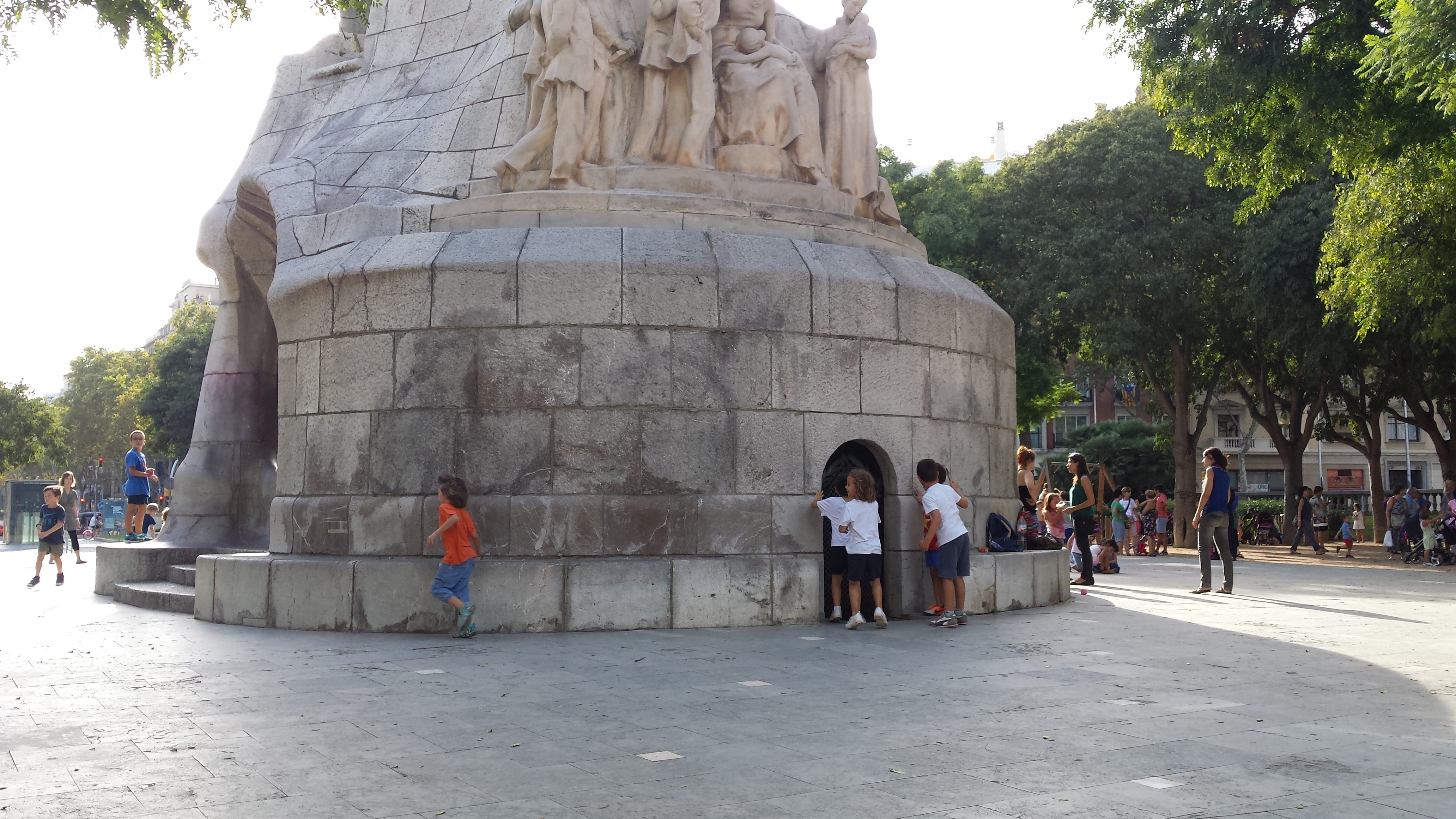
Vista del peu a la part posterior
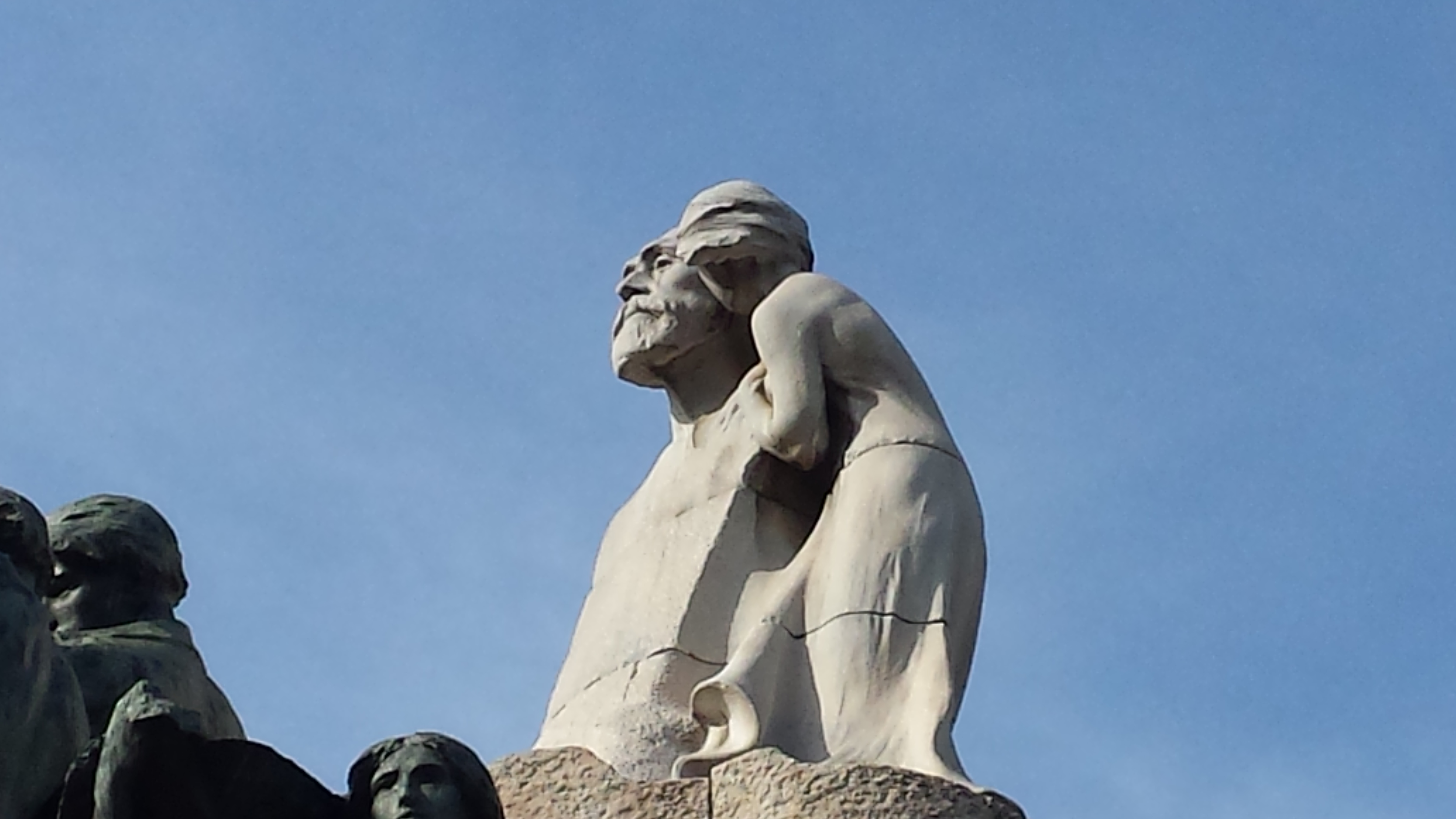
Representació de la Glòria, parlant al Doctor Robert
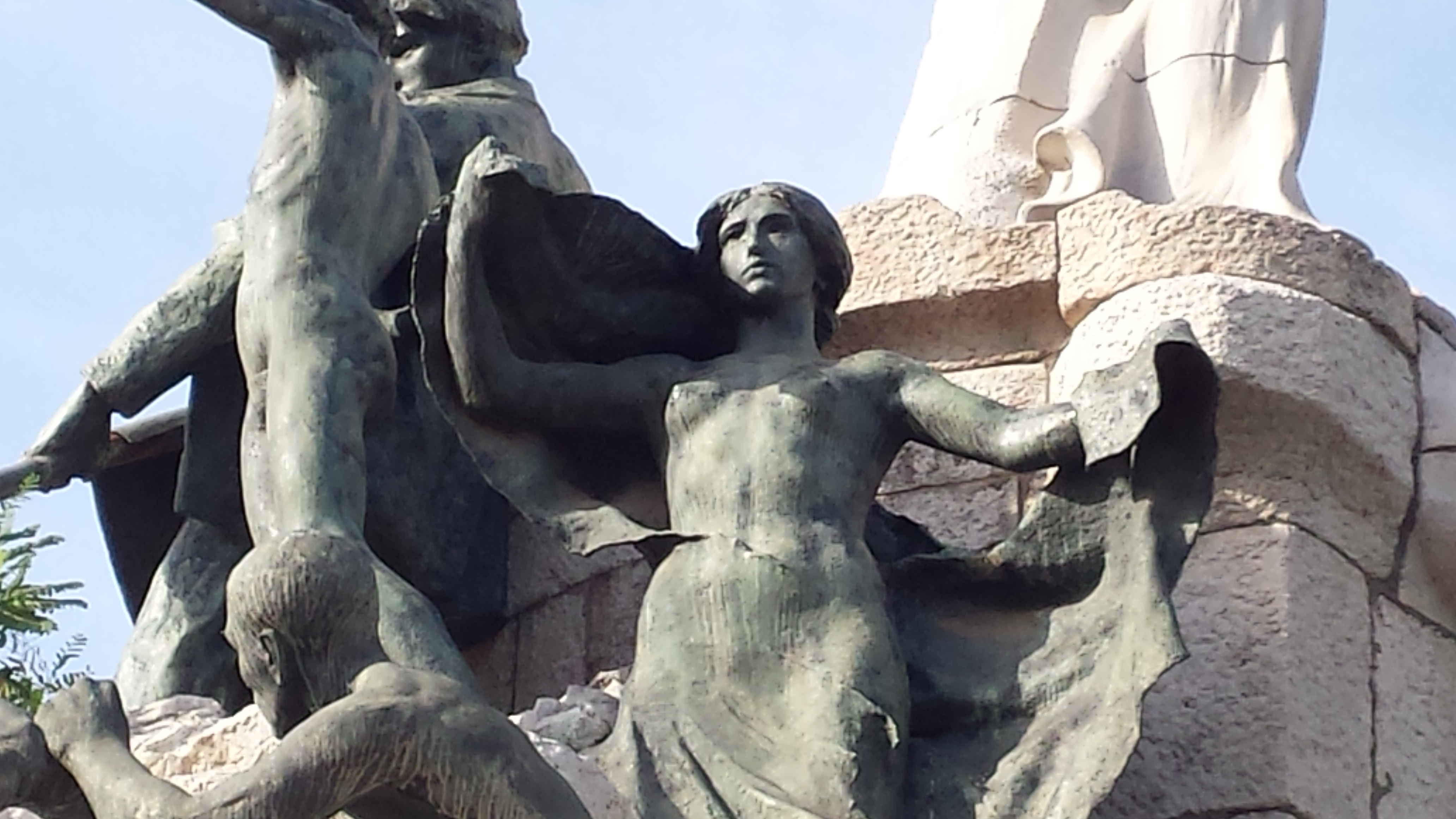
Una de les figures al·legòriques